# Stazione di Aalborg
La stazione di Aalborg (in danese Aalborg Banegård) è una stazione ferroviaria a servizio dell'omonima città danese.